# 眼灰蝶亞科
眼灰蝶亞科（Blue，学名：Polyommatinae），是灰蝶科裡的一個亞科。

## 分類
- 犁灰蝶族 Lycaenesthini
- 坎灰蝶族 Candalidini
- 黑灰蝶族 Niphandini
- 眼灰蝶族 Polyommatini